# Ovidiu Iuliu Moldovan

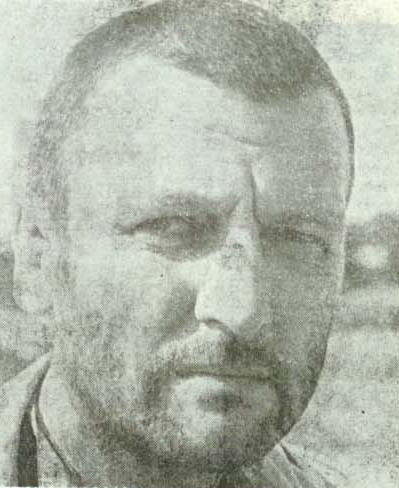
Haiducul Pantelimon din filmul Dreptate în lanțuri (1983).

Ovidiu Iuliu Moldovan (n. 1 ianuarie 1942, Vișinelu, Mureș, România – d. 12 martie 2008, București, România) a fost un actor român, cu o bogată activitate în film, radio, teatru, teatru radiofonic și televiziune.

## Studii
S-a născut la 1 ianuarie 1942 în Sărmașu-Cluj. ardealul sub ocupația hortystă i-a marcat profund copilăria „Copilăria mea traumatizată de întâmplarea din 1944 mi-a marcat pe viață caracterul, sensibilitatea, temperamentul. Sunt predispus spre melancolie și însingurare. Nu sunt actor cerebral. Nu sunt nici un instinctiv-afectiv. Trăiesc într-un balans continuu… “.
În 1944, după ce tatăl său a dispărut în împrejurări cel puțin ciudate „Zece ani mama a tot așteptat să se întoarcă”, familia se stabilește la Cluj, apoi la Turda. Aici, a absolvit Liceul de Băieți (Colegiul Național „Mihai Viteazul” din Turda).
și-a dorit să devină medic însă după vizionarea spectacolului cu piesa Domnișoara Nastasia cu Tănase Cazimir, în rolul Vulpașin, s-a îndreptat către actorie „Am fost profund tulburat. Cred că am văzut spectacolul de 20 de ori ! Atunci am hotărât să fiu și eu actor”. L-a cunoscut pe Tănase Cazimir care l-a și pregătit, împreună cu Maria Cupcea, pentru admiterea la Institutul de Artă Teatrală și Cinematografică din București. În 1960 a fost admis la IATC, la clasa profesorilor Marțian Pop și Octavian Cotescu. A absolvit facultatea în 1964 iar examenul de diplomă l-a susținut cu rolurile Oliver din Cum vă place și Alexander din Cei din urmă. În 1965, după ce și-a „satisfăcut serviciul militar”, a fost repartizat la Teatrul Național din Timișoara unde a rămas patru ani și unde a și debutat scenic cu rolul Mio, un rol foarte asemănător cu biografia sa - un băiat care pleacă în căutarea asasinilor tatălui său, din piesa Pogoară iarna de Maxwell Anderson.
În 1969, Radu Penciulescu l-a adus pe scena Teatrului Național din București, pentru rolul Oswald din piesa Regele Lear de William Shakespeare.
În 1972 a debutat cinematografic în pelicula Despre o anume fericire de Mihai Constantinescu și a filmat în paralel, cu Dan Pița și Radu Gabrea, la Un august în flăcări.

## Cariera de actor

### Activitate teatrală

#### Teatrul Național Timișoara
- Mio - Pogoară iarna de M. Anderson, regia Emil Reus
- Paul - Dactilografii de Schisgall, regia Ianis Veakis
- Alan Squeir - Pădurea împietrită de Sherwood, regia Constantin Anatol
- Emilian - Romulus cel Mare de F. Durrenmatt, regia Constantin Anatol
- Adam - Anotimpurile de Werker, regia Aureliu Manea
- Sebastian - A 12-a noapte de W. Shakespeare

#### Teatrul Național București
- Oswald - Regele Lear de William Shakespeare, regia Radu Penciulescu;
- Ian - Prima zi de libertate de Leon Kruczkovski, regia Dan Nasta;
- Thieste - Thieste de Seneca, regia Nicky Wolkz;
- Thomas - Fundația de A. B. Vallejo, regia Horea Popescu;
- Antonio - Furtuna de W. Shakespeare, regia Liviu Ciulei;
- Caligula - Caligula de Albert Camus, regia Horea Popescu;
- Malvolio - A 12-a noapte de W. Shakespeare, regia Anca Ovanez;
- Despot - Despot Vodă de Vasile Alecsandri, regia Anca Ovanez;
- Gelu Ruscanu - Jocul ielelor de Camil Petrescu, regia Sanda Manu;
- Carson - Marea de E. Bond, regia Horea Popescu;
- Baiazid - Moștenirea de T. Popovici, regia Horea Popescu;
- Iason - Medeea de Seneca, regia Andrei Șerban;
- Avram Iancu - Avram Iancu de Lucian Blaga, regia Horea Popescu;
- Orsino - A 12-a noapte de W. Shakespeare, regia Andrei Șerban;
- Lopahin - Livada de vișini de A. P. Cehov, regia Andrei Șerban;
- Tamerlan - Tamerlan cel Mare de Christopher Marlowe, regia Victor Ioan Frunză;
- Platonov - Platonov de A. P. Cehov, regia Ivan Helmer;
- Penteu - Bacantele de Euripide, regia Mihai Maniuțiu;
- Baronul - Azilul de noapte de M. Gorki, regia Ion Cojar și
- Protasov - Cadavrul viu de L. Tolstoi, regia Gelu Colceag.

### Filmografie
- 1973 - Despre o anume fericire, regia Mihai Constantinescu
- 1975 - Actorul și sălbaticii
- 1975 - Hyperion
- 1975 - Cercul magic
- 1975 - Concert din muzică de Bach (film TV)
- 1976 - Dincolo de pod
- 1976 - Ultimele zile ale verii
- 1976 - Bunicul și doi delincvenți minori
- 1976 - Trei zile și trei nopți
- 1977 - Tufă de Veneția
- 1977 - Buzduganul cu trei peceți
- 1978 - Profetul, aurul și ardelenii
- 1978 - Avaria - Hristu
- 1978 - Mai presus de orice
- 1979 - Între oglinzi paralele
- 1979 - Un om în loden
- 1979 - Cumpăna
- 1980 - Artista, dolarii și ardelenii
- 1980 - Bietul Ioanide
- 1981 - Pruncul, petrolul și ardelenii
- 1981 - Castelul din Carpați
- 1981 - Detașamentul „Concordia”
- 1981 - Duelul
- 1982 - Semnul șarpelui
- 1982 - Întîlnirea
- 1982 - Cucerirea Angliei
- 1983 - Viraj periculos
- 1983 - Misterele Bucureștilor
- 1983 - Acțiunea Zuzuc, regia Gheorghe Naghi
- 1984 - Un petic de cer
- 1984 - Vreau să știu de ce am aripi
- 1984 - Dreptate în lanțuri
- 1984 - Horea
- 1985 - Sosesc păsările călătoare
- 1985 - Masca de argint
- 1985 - Din prea multă dragoste
- 1987 - Punct... și de la capăt
- 1987 - Cuibul de viespi
- 1987 - Egreta de fildeș
- 1989 - Flori de gheață, regia Anghel Mira
- 1989 - Misiunea - serial TV, regia Virgil Calotescu
- 1992 - Krystallines nyhtes
- 1994 - Somnul insulei
- 1994 - Nopți de cristal, regia Tonia Marketaki (Grecia)
- 1996 - Craii de Curtea Veche
- 1996 - Crăciun însângerat, regia Claudio Nasso (producție Canada)
- 1999 - Anii tineretii noastre (1999) - povestitor

### Activitate în televiziune

#### Film
- 1975 - Un august în flăcări, regia Dan Pița, Radu Gabrea (13 episoade)
- 1984 - Nimeni nu moare, regia Constantin Chelba
- 1988 - Misiunea, regia Virgil Calotescu (13 episoade)
- 1995 - Ion și Adriana, regia Niky Wolkz (producator ZDF Berlin)
- Horea, Cloșca și Crișan

#### Teatru TV
- 1973 - rolul Robespierre - Robespierre după R. Rolland;
- 1975 - rolul Alexander - Cei din urmă după M. Gorki, regia Radu Penciulescu;
- 1980 - rolul Gelu Ruscanu - Turnul de fildeș după C. Petrescu, regia Cornel Todea;
- 1983 - rolul Grig - Steaua fara nume de M. Sebastian, regia Eugen Todoran;
- 1984 - Hanul de la răscruce după Horia Lovinescu, regia Olimpia Arghir și
- 1985 - rolul Bălcescu - Băcescu după Octav Măgureanu, regia Letiția Popa.

#### Alte emisiuni TV
- Peste 80 de emisiuni de poezie - recitaluri “Eminescu”

### Teatru radiofonic
- Peste 60 de roluri în piese de teatru radiofonic (regizori, Constantin Moruzan, Cristian Munteanu, Dan Puican, Leonard Popovici, ș.a.)

## Operă literară
- Revelion la Terzo Mondo, piesă de teatru, premieră 2003 a TNB[8], în regia lui Mihai Manolescu

## Premii și distincții

### Premii conferite în timpul vieții
- Premiul Uniter pentru întreaga carieră[9] (2004)
- medalia Meritul Cultural clasa I (1967) „pentru merite în domeniul artei dramatice”[10]
- Ordinul Meritul Cultural în grad de Comandor, Categoria D - "Arta Spectacolului" (7 februarie 2004), „în semn de apreciere a întregii activități și pentru dăruirea și talentul interpretativ pus în slujba artei scenice și a spectacolului”.[11]

### Distincții conferite post-mortem
- Ordinul național „Steaua României”, în grad de cavaler, conferit post mortem la 15 martie 2008, prin decret al președintelui României, Traian Băsescu.[12]

## Ultimul drum
Pe 15 martie 2008 trupul neînsuflețit al actorului a fost depus în foaierul sălii mari a Teatrului Național din București. De acolo a fost condus pe ultimul drum de rude, prieteni și admiratori. A fost înmormântat pe Aleea Actorilor în cimitirul Bellu de un sobor de clerici greco-catolici. Slujba de înmormântare a fost oficiată de episcopul Florentin Crihălmeanu al Episcopiei de Cluj-Gherla și de episcopul auxiliar Mihai Frățilă, al Arhiepiscopiei de Făgăraș și Alba-Iulia, asistați de mai mulți preoți.

## Galerie de imagini

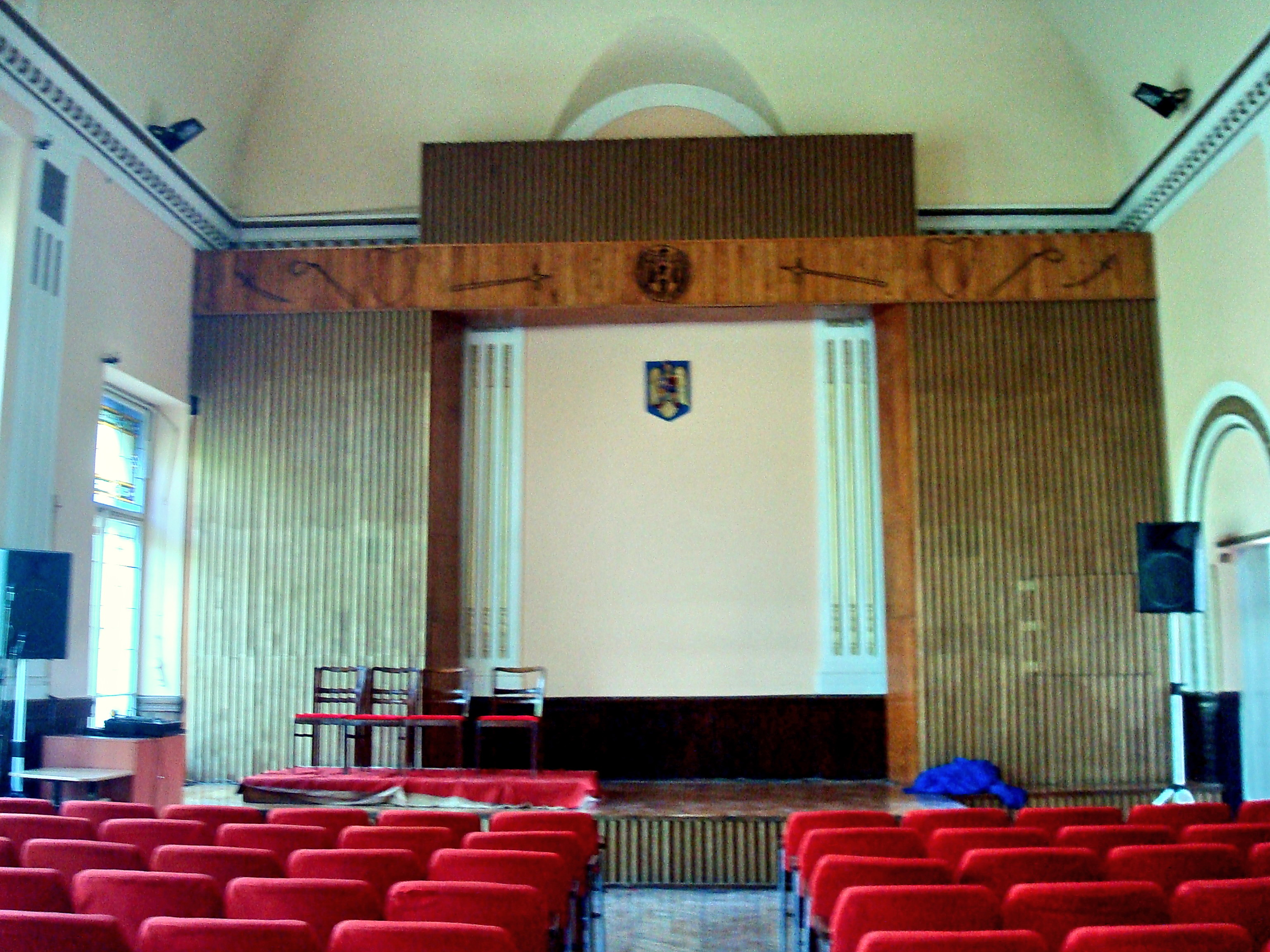
Sala festivă "Ovidiu Iuliu Moldovan" a Colegiului Național "Mihai Viteazul" Turda